# Complexe volcanique d'Alligator Lake
Le complexe volcanique d'Alligator Lake, en anglais : Alligator Lake Volcanic Complex, est une région volcanique du Canada située dans le Yukon.

## Géographie

### Topographie
Le complexe volcanique d'Alligator Lake est situé dans le nord-ouest du Canada, dans le sud-ouest du Yukon, au sud-ouest de sa capitale Whitehorse. Il fait partie de la chaîne Côtière et culmine à 2 217 mètres d'altitude.
Il est voisin du lac Alligator situé au sud-est et dont il a reçu le nom.

### Géologie
Le complexe volcanique d'Alligator Lake se présente sous la forme de deux cônes volcaniques basaltiques ayant émis des coulées de lave et recouvrant un petit stratovolcan. Les deux cônes volcaniques ont émis chacun une coulée de lave basaltique à basanitique contenant des phénocristaux d'olivine, de pyroxène et de spinelle ainsi que des lherzolites à spinelle et des xénolithes granitoïdes. Ces coulées émises dans un laps de temps rapproché ont progressé vers le nord jusqu'à dix kilomètres de longueur pour le cône situé au nord-ouest.

### Miles Canyon Basalts
Le site de Miles Canyon Basalts est situé dans le nord-est du complexe, sur le cours du Yukon, à quelques kilomètres au sud de Whitehorse. Il s'agit d'une gorge du fleuve Yukon qui a entaillé une coulée de lave basaltique émise il y a environ 8,5 millions d'années depuis une ancienne bouche éruptive située environ huit kilomètres plus au sud. L'érosion fluviale a dégagé les dix premiers mètres des orgues composant cette coulée de 110 mètres d'épaisseur.

Formations de basalte dans le canyon Miles.

Les rapides formés par cette gorge ont constitué un obstacle pour la communication dans la vallée en provoquant notamment de nombreux naufrages d'embarcations qui ont fait des morts. Le seul moyen de les franchir, que ce soit pour les Amérindiens ou les Européens, était d'emprunter un chemin de portage longeant le fleuve. En 1959, la construction d'une centrale hydro-électrique juste en aval a relevé le niveau de l'eau de dix mètres au niveau de la gorge, noyant les rapides,.